# Municipalità locale di Fetakgomo
La municipalità locale di Fetakgomo (in inglese Fetakgomo Local Municipality) è stata una municipalità locale del Sudafrica appartenente alla municipalità distrettuale di Sekhukhune, nella provincia del Limpopo.
Nel 2016 è stata soppressa e accorpata alla municipalità locale di Greater Tubatse per costituire la municipalità locale di Fetakgomo/Greater Tubatse.
Il suo territorio si estendeva su una superficie di 3.244 km² ed era suddiviso in 13 circoscrizioni elettorali (wards). Il suo codice di distretto era LIM474.

## Geografia fisica

### Confini
La municipalità locale di Fetakgomo confinava a nord e a ovest con quella di Lepele-Nkumpi (Capricorn), a est con quella di Greater Tubatse, a sud e a ovest con Makhuduthamaga.

### Città e comuni
- Atok Mine
- Baroka-Ba-Nkoana
- Mampa
- Masha Makopele
- Mashabela
- Matholeng
- Phaahla
- Sekhukhuneland
- Seroka
- Tau-Nchabeleng
- Zeekoegat

### Fiumi
- Hlakaro
- Lepellane
- Monametsi
- Olifants
- Pelangwe

### Dighe
- Lepellanedam